# 1994年NBA總決賽
1994年NBA總決賽是1993-94 NBA賽季最後一個系列賽，兩支球隊將爭奪NBA總冠軍。西區聯盟冠軍休士頓火箭與東區聯盟冠軍紐約尼克爭奪總冠軍，火箭隊在2-3-2七戰四勝制中佔據主場優勢。火箭隊以4-3總比分擊敗尼克隊，奪得隊史首個NBA總冠軍。
這場比賽是哈基姆·歐拉朱萬第二次出現在NBA總決賽中，第一次出場是在1986年NBA總決賽，拉里·伯德和波士頓塞爾提克以4-2擊敗休士頓火箭。這是帕特里克·尤因第一次出現在NBA總決賽中。火箭隊有很強的決心，不僅贏得第一個NBA總冠軍，而且也贏得休士頓這座城市在NBA聯盟中的第一個總冠軍，而尼克隊則希望增加到第三個NBA總冠軍，因為尼克隊最後的冠軍來自1973年NBA總決賽。

## 晉級
- 紐約尼克以4-3總比分擊敗印第安納溜馬贏得1994年的東區分區決賽。
- 休士頓火箭以4-1總比分擊敗猶他爵士贏得1994年的西區分區決賽。

## 比賽結果
| 場次  | 日期            | 客場隊伍   | 結果        | 主場隊伍   |
| ----- | --------------- | ---------- | ----------- | ---------- |
| 第1場 | 星期三, 6月8日  | 紐約尼克   | 78–85 (0–1) | 休士頓火箭 |
| 第2場 | 星期五, 6月10日 | 紐約尼克   | 91–83 (1–1) | 休士頓火箭 |
| 第3場 | 星期日, 6月12日 | 休士頓火箭 | 93–89 (2–1) | 紐約尼克   |
| 第4場 | 星期三, 6月15日 | 休士頓火箭 | 82–91 (2–2) | 紐約尼克   |
| 第5場 | 星期五, 6月17日 | 休士頓火箭 | 84–91 (2–3) | 紐約尼克   |
| 第6場 | 星期日, 6月19日 | 紐約尼克   | 84–86 (3–3) | 休士頓火箭 |
| 第7場 | 星期三, 6月22日 | 紐約尼克   | 84–90 (3–4) | 休士頓火箭 |

## 歐拉朱萬VS尤因
儘管紐約的大多數球迷和一些全國媒體都指責約翰·斯塔克斯的糟糕表現，他在第七場比賽中投籃18投僅中2球，三分11投全落空，是尼克隊在系列賽中失利的一個因素，但火箭隊總決賽獲勝的另一個重要因素是歐拉朱萬的表現。歐拉朱萬在系列賽的每場比賽中得分都超過了尤因， 而尤因則在籃板(12.4比9.1)和阻攻(4.3比3.9)的數據上超越歐拉朱萬。另外尤因創造了當時的NBA總決賽紀錄，7場總共30個阻攻。
| 1994年NBA總決賽 | 第1場 | 第2場 | 第3場 | 第4場 | 第5場 | 第6場 | 第7場 | 總計                                                 |
| --------------- | ----- | ----- | ----- | ----- | ----- | ----- | ----- | ---------------------------------------------------- |
| 哈基姆·歐拉朱萬 | 28    | 25    | 21    | 32    | 27    | 30    | 25    | 26.9 分 50.0% 投籃命中率 9.1 籃板 3.6 助攻 3.9 阻攻  |
| 派屈克·尤因     | 23    | 16    | 18    | 16    | 25    | 17    | 17    | 18.9 分 36.4% 投籃命中率 12.4 籃板 1.7 助攻 4.3 阻攻 |